# Gymnastik vid olympiska sommarspelen 1984
Gymnastiken vid de olympiska sommarspelen 1984 i Los Angeles bestod av 15 grenar fördelade på två olika discipliner, artistisk gymnastik och rytmisk gymnastik. Tävlingarna i artistisk gymnastik avgjordes i Pauley Pavilion och tävlingarna i rytmisk gymnastik avgjordes i samma anläggning.

## Medaljörer

### Artistisk gymnastik

#### Herrar
| Event                   | Guld                                                                                      | Silver                                                          | Brons                                                                                              |
| Mångkamp, lag detaljer  | USA Bart Conner Timothy Daggett Mitchell Gaylord James Hartung Scott Johnson Peter Vidmar | Kina Li Ning Li Xiaoping Li Yuejiu Lou Yun Tong Fei Xu Zhiqiang | Japan Koji Gushiken Noritoshi Hirata Nobuyuki Kajitani Shinji Morisue Koji Sotomura Kyoji Yamawaki |
| Mångkamp, ind. detaljer | Koji Gushiken Japan                                                                       | Peter Vidmar USA                                                | Li Ning Kina                                                                                       |
| Fristående detaljer     | Li Ning Kina                                                                              | Lou Yun Kina                                                    | Koji Sotomura Japan                                                                                |
| Fristående detaljer     | Li Ning Kina                                                                              | Lou Yun Kina                                                    | Philippe Vatuone Frankrike                                                                         |
| Bygelhäst detaljer      | Li Ning Kina                                                                              | Ingen utsedd                                                    | Timothy Daggett USA                                                                                |
| Bygelhäst detaljer      | Peter Vidmar USA                                                                          | Ingen utsedd                                                    | Timothy Daggett USA                                                                                |
| Ringar detaljer         | Koji Gushiken Japan                                                                       | Ingen utsedd                                                    | Mitchell Gaylord USA                                                                               |
| Ringar detaljer         | Li Ning Kina                                                                              | Ingen utsedd                                                    | Mitchell Gaylord USA                                                                               |
| Hopp detaljer           | Lou Yun Kina                                                                              | Mitchell Gaylord USA                                            | Ingen utsedd                                                                                       |
| Hopp detaljer           | Lou Yun Kina                                                                              | Koji Gushiken Japan                                             | Ingen utsedd                                                                                       |
| Hopp detaljer           | Lou Yun Kina                                                                              | Shinji Morisue Japan                                            | Ingen utsedd                                                                                       |
| Hopp detaljer           | Lou Yun Kina                                                                              | Li Ning Kina                                                    | Ingen utsedd                                                                                       |
| Barr detaljer           | Bart Conner USA                                                                           | Nobuyuki Kajitani Japan                                         | Mitchell Gaylord USA                                                                               |
| Räck detaljer           | Shinji Morisue Japan                                                                      | Tong Fei Kina                                                   | Koji Gushiken Japan                                                                                |

#### Damer
| Event                   | Guld                                                                                                 | Silver                                                                                              | Brons                                                                 |
| Mångkamp, lag detaljer  | Rumänien Lavinia Agache Laura Cutina Cristina Grigoraș Simona Păucă Ecaterina Szabó Mihaela Stănuleț | USA Pamela Bileck Michelle Dusserre Kathy Johnson Julianne McNamara Mary Lou Retton Tracee Talavera | Kina Chen Yongyan Huang Qun Ma Yanhong Wu Jiani Zhou Ping Zhou Qiurui |
| Mångkamp, ind. detaljer | Mary Lou Retton USA                                                                                  | Ecaterina Szabó Rumänien                                                                            | Simona Păucă Rumänien                                                 |
| Hopp detaljer           | Ecaterina Szabó Rumänien                                                                             | Mary Lou Retton USA                                                                                 | Lavinia Agache Rumänien                                               |
| Barr detaljer           | Ma Yanhong Kina                                                                                      | Ingen utsedd                                                                                        | Mary Lou Retton USA                                                   |
| Barr detaljer           | Julianne McNamara USA                                                                                | Ingen utsedd                                                                                        | Mary Lou Retton USA                                                   |
| Bom detaljer            | Simona Păucă Rumänien                                                                                | Ingen utsedd                                                                                        | Kathy Johnson USA                                                     |
| Bom detaljer            | Ecaterina Szabó Rumänien                                                                             | Ingen utsedd                                                                                        | Kathy Johnson USA                                                     |
| Fristående detaljer     | Ecaterina Szabó Rumänien                                                                             | Julianne McNamara USA                                                                               | Mary Lou Retton USA                                                   |

### Rytmisk gymnastik
| Event                 | Guld             | Silver                     | Brons                     |
| Individuellt detaljer | Lori Fung Kanada | Doina Staiculescu Rumänien | Regina Weber Västtyskland |

## Medaljtabell
| Pl.    | Nation       | Guld | Silver | Brons | Totalt |
| ------ | ------------ | ---- | ------ | ----- | ------ |
| 1      | USA          | 5    | 5      | 6     | 16     |
| 2      | Kina         | 5    | 4      | 2     | 11     |
| 3      | Rumänien     | 5    | 2      | 2     | 9      |
| 4      | Japan        | 3    | 3      | 3     | 9      |
| 5      | Kanada       | 1    | 0      | 0     | 1      |
| 6      | Frankrike    | 0    | 0      | 1     | 1      |
| 6      | Västtyskland | 0    | 0      | 1     | 1      |
| Totalt | Totalt       | 19   | 14     | 15    | 48     |